# Tengelmann
Tengelmann Twenty-One KG er en tysk detailhandelskoncern med hovedkvarter i Mülheim an der Ruhr. Selskabet fungerer som holdingselskab for tøjbutikskæden KiK Textilien und Non-Food og byggemarkedskæden OBI. I 2019 havde virksomheden en omsætning på 8,1 mia. euro samt 90.000 ansatte.